# 시법 (장시)
시법(Art poétique)은 보왈로가 지은 고전주의 미학을 선전하는 4가(歌)로 된 장시(長詩)이다.
라모와뇽의 아카데미로부터 이론의 영향을 받아 문학의 숭고성을 강조하는 한편 ‘진실함’을 기본으로 하는 합리주의적 문학의 이상을 들어 고대문학과 17세기 프랑스 문학의 우열을 논한 ‘신구 논쟁’에 있어서 고대파의 주장을 찾아볼 수 있다. 프랑스 고전주의 이론의 기본이 되는 서적으로 후세에 끼친 영향은 유럽 제국의 문학에서 인정되고 있다.